# Romana Halušková
Romana Halušková (* 12. Mai 2003 in Považská Bystrica) ist eine slowakische Eishockeyspielerin.

## Karriere
Zur Saison 2016/17 stieg Romana Halušková im Alter von 13 Jahren in die erste Mannschaft von Popradské líšky auf und spielte mit dieser in der Extraliga, der höchsten Liga im slowakischen Fraueneishockey. Mit ihrer Mannschaft konnte sie sich für die Playoffs qualifizieren und dort erreichte die Mannschaft die Finalserie, wo sie im Best-of-Five-Modus im entscheidenden fünften Spiel den ŽHK 2000 Šarišanka Prešov mit 4:2 besiegte und sich so den Meistertitel sicherte. In allen fünf Finalspielen kam die Stürmerin für ihr Team zum Einsatz. In der darauffolgenden Saison spielte sie erneut für die Mannschaft aus Poprad und erreichte mit ihrer Mannschaft erneut die Playoffs, wo man das Spiel um den dritten Platz erreichte. Dort konnte man sich gegen den HK Spišská Nová Ves durchsetzen. Zur Saison 2018/19 schloss sie sich dem MHK Martin an und erreichte mit ihrem neuen Verein die Playoffs, wo die Finalserie erreichte. Dort unterlag man im Best-of-Five-Modus mit 1:3 Popradské líšky und verpasste damit die Meisterschaft. Zudem spielte sie in der Saison auch mit einer Ausnahmegenehmigung für die U16-Junioren des MŠK Púchov in der höchsten slowakischen Liga in dieser Altersklasse. Auch in den folgenden beiden Spielzeiten war sie dort mit einer Ausnahmegenehmigung aktiv.
Nachdem sie in der Saison 2019/20 für keine Frauenmannschaft aktiv gewesen war, spielte Halušková in den Spielzeiten 2020/21 und 2021/22 für den ŠKP Bratislava in der European Women’s Hockey League (EWHL).  Dort erreichte sie mit dem Team jeweils die Playoffs, in denen sie jeweils im Playoff-Halbfinale und -Viertelfinale gegen den österreichischen Klub EHV Sabres Wien ausschied. Auch in der Saison 2022/23 spielte sie für ŠKP Bratislava und erreichte mit ihrer Mannschaft erneut die Playoffs. Nach der Halbfinalniederlage gegen MAC Budapest gewann man gegen Aisulu Almaty mit 4:3 das Spiel um den dritten Platz. Neben dem Engagement beim ŠKP Bratislava war sie in dieser Saison auch erneut für den MHK Martin in der Extraliga aktiv und dort erreichte sie mit der Mannschaft auch die Playoffs, wo man das Finale erreichte. Dort traf man auf Popradské líšky und konnte sich im Best-of-Five-Modus im entscheidenden fünften Spiel den Meistertitel sichern. Dabei erzielte Romana Halušková in Verlängerung das entscheidende Tor zum Meistertitel.
Zur Saison 2023/24 wechselte sie erstmals ins Ausland und schloss sich in Ungarn der Frauenmannschaft des Budapest Jégkorong Akadémia HC, welche in der European Women’s Hockey League spielt. Mit sieben Toren und 14 Assists war sie die zweitbeste Scorerin ihrer Mannschaft und verpasste mit dieser als Neunte die Qualifikation für die Playoffs.

### International
Nachdem sie bereits für die U18-Mannschaft der Slowakei gespielt hatte, nahm Romana Halušková mit der slowakischen Nationalmannschaft an der Qualifikation für die Olympischen Winterspiele 2022 teil. Beim Turnier im schwedischen Luleå, das im November 2021 ausgetragen wurde, kam sie in allen drei Spielen zum Einsatz und verpasste mit ihrer Mannschaft als Tabellendritter die Qualifikation für die Olympischen Winterspiele 2022 in Peking. Im April 2022 nahm sie zudem mit der slowakischen Nationalmannschaft an Weltmeisterschaft 2022 der Division IA teil. Dort belegte man nach vier Spielen den dritten Platz und verblieb damit in der Division IA. Im darauffolgenden Jahr nahm sie für die Slowakei an den Winter World University Games 2023 teil und man erreichte dort mit ihrer Mannschaft das Halbfinale, wo man gegen Kanada ausschied. Im folgenden Spiel um den dritten Platz unterlag man dann auch Tschechien, sodass man eine Medaille verpasste.

## Erfolge und Auszeichnungen
- 2017 Slowakischer Meister mit Popradské líšky
- 2019 Slowakischer Vizemeister mit dem MHK Martin
- 2023 Slowakischer Meister mit dem MHK Martin

### International
- 2019 Aufstieg in die Top-Division bei der U18-Weltmeisterschaft der Division IA

## Familiäres
Romana Halušková stammt aus einer Eishockeyfamilie. Bereits ihr Vater war Eishockeyspieler und ist aktuell als Jugendtrainer aktiv. Ihre jüngere Schwester Sandra ist ebenfalls als Eishockeyspielerin aktiv. Nachdem die beiden bereits eine Saison zusammen beim MHK Martin zusammengespielt haben, stehen sie aktuell zusammen für Budapest JA auf dem Eis. Zu Lucia Halušková, welche ebenfalls Eishockeyspielerin ist, besteht kein verwandtschaftliches Verhältnis.